# Mistrzostwa Europy w futsalu kobiet 2023
III Mistrzostwa Europy w futsalu kobiet 2023 (oficjalna nazwa: UEFA Women's Futsal Euro 2023), to trzecia edycja Mistrzostw Europy w futsalu kobiet, turnieju organizowanego co dwa lata przez UEFA dla kobiecych reprezentacji futsalowych zrzeszonych z UEFA. Turniej odbył się w od 17 do 19 marca 2023 na Węgrzech. Tytułu broniła drugi raz z rzędu reprezentacja Hiszpanii. Zdobyła go trzeci raz z rzędu pokonując 5:1 w finale Ukrainę 

## Wybór gospodarza
Dnia 29 listopada 2022 roku UEFA wybrała Węgry jako gospodarza turnieju finałowego, cały turniej zostałrozegrany w Debreczynie

## Kwalifikacje
Mistrzostwa Europy w futsalu kobiet 2023 (kwalifikacje)

## Zakwalifikowane zespoły
Do turnieju finałowego zakwalifikowały się następujące drużyny:
| Drużyna    | Metoda kwalifikacji | Data kwalifikacji | Wcześniejsze starty | Najlepszy wynik          |
| ---------- | ------------------- | ----------------- | ------------------- | ------------------------ |
| Hiszpania  | Zwycięzca grupy 1   | październik 2022  | 2 (2019, 2022)      | Mistrzostwo (2019, 2022) |
| Ukraina    | Zwycięzca grupy 2   | październik 2022  | 2 (2019, 2022)      | III miejsce (2022)       |
| Portugalia | Zwycięzca grupy 3   | październik 2022  | 2 (2019, 2022)      | II miejsce (2019, 2022)  |
| Węgry      | Zwycięzca grupy 4   | październik 2022  | 1 (2022)            | IV miejsce (2022)        |

## Losowanie
Losowanie odbyło się w dniu 24 stycznia 2023 roku

## Składy
Każda z drużyn musi podać skład 14 zawodniczek, z których dwie muszą być bramkarkami.

## Drabinka
W półfinałach i finale w przypadku remisu zaczyna się dogrywka, a w przypadku dalszego braku zwycięzcy seria rzutów karnych. W meczu o 3 miejsce w przypadku remisu od razu są rzuty karne. Wszystkie czasy podawane są według czasu węgierskiego (UTC +01:00)
UWAGA! Wyniki w nawiasach to wyniki po rzutach karnych
|  |                         |            |           |                         |   |         |         |       |
|  | Półfinały               | Półfinały  | Półfinały |                         |   | Finał   | Finał   | Finał |
|  | Półfinały               | Półfinały  | Półfinały |                         |   | Finał   | Finał   | Finał |
|  | Debreczyn 17 marca 2023 |            |           |                         |   |         |         |       |
|  |                         |            |           |                         |   |         |         |       |
|  | Węgry                   | Węgry      | 1         |                         |   |         |         |       |
|  | Węgry                   | Węgry      | 1         | Debreczyn 19 marca 2023 |   |         |         |       |
|  | Ukraina                 | Ukraina    | 2         |                         |   |         |         |       |
|  | Ukraina                 | Ukraina    | 2         |                         |   | Ukraina | Ukraina | 1     |
|  | Debreczyn 17 marca 2023 |            |           |                         |   | Ukraina | Ukraina | 1     |
|  |                         |            | Hiszpania | Hiszpania               | 5 |         |         |       |
|  | Hiszpania               | Hiszpania  | Hiszpania | Hiszpania               | 5 | 3       |         |       |
|  | Hiszpania               | Hiszpania  |           |                         |   |         |         |       |
|  | Portugalia              | Portugalia | 2         |                         |   |         |         |       |
|  | Portugalia              | Portugalia | 2         | Mecz o 3. miejsce       |   |         |         |       |
|  |                         |            |           |                         |   |         |         |       |
|  | Debreczyn 19 marca 2023 |            |           |                         |   |         |         |       |
|  |                         |            |           |                         |   |         |         |       |
|  | Węgry                   | Węgry      | 0         |                         |   |         |         |       |
|  | Węgry                   | Węgry      | 0         |                         |   |         |         |       |
|  | Portugalia              | Portugalia | 12        |                         |   |         |         |       |
|  | Portugalia              | Portugalia | 12        |                         |   |         |         |       |

### Półfinały
| Mecz 1 17 marca 2023 16:00 UTC±0 | Hiszpania · Gómez 8' · Montoro 14' · Irene Córdoba 28' · | 3:2(2:1)Raport | Portugalia · Carla Vanessa 1, 27' · | Főnix Aréna, Debreczyn Widzów: 1 150 Sędzia: Dejan Veselić |
|                                  |                                                          |                |                                     |                                                            |

| Mecz 2 17 marca 2023 19:30 UTC±0 | Ukraina · Shulha 15, 32' · | 2:1(1:1) | Węgry · Horvath 12' · | Főnix Aréna, Debreczyn Widzów: 2 094 Sędzia: Daniele D`Adamo |
|                                  |                            |          |                       |                                                              |

### Mecz o 3 miejsce
| Mecz 3 19 marca 2023 16:00 UTC±0 | Węgry | 0:12(0:3) | Portugalia · Kota 2' (sam.) · Vanessa 10' (k.), , 20, 38 ' · Ferreira 14' · Moreira 21' · Rocha 25, 27' · Fifó 28, 30' · Silva 32' · Pisko 36' · | Főnix Arena, Debreczyn Widzów: 1 123 Sędzia: Fatma Özlem Tursun |
|                                  |       |           | |                                                                 |

### Finał
| Mecz 4 19 marca 2023 20:00 UTC±0 | Ukraina · Shulha 36' · | 1:5(0:3) | Hiszpania · Peque 1' (k.) · Babenko 11' (sam.) · Ale de Paz 20' · Samper 21' · Dany 37' · | Főnix Arena, Debreczyn Widzów: 687 Sędzia: Mislav Džeko |
|                                  |                        |          |                                                                                           |                                                         |

## Mistrzyni Europy w futsalu kobiet 2023
| Mistrzyni Europy w futsalu kobiet 2023 |
| -------------------------------------- |
| Hiszpania                              |
| TRZECI TYTUŁ                           |

## MVP
MVP Turnieju została zawodniczka Peque z Hiszpanii

## Strzelczynie
4 gole
 Vanessa

### 3 gole
Pisko

### 2 gole
Shulha
 Fifó

### 1 gol
Dany
 Ale de Paz
 Irene Cordoba
 Peque
 Samper
 Gomez
 Montore
 Moreira
 Rocha
 Silva
 Pisko
 Fereira
 Volovenko
 Horvath

### Gole samobójcze
Kota (przeciwko Portugalii)
 Babenko (przeciwko Hiszpanii)

## Klasyfikacja
| Miejsce | Reprezentacja | M | Z | R | P | B+ | B- | +/− | Pkt |
| ------- | ------------- | - | - | - | - | -- | -- | --- | --- |
| złoto   | Hiszpania     | 2 | 1 | 1 | 0 | 8  | 3  | 5   | 6   |
| srebro  | Portugalia    | 2 | 1 | 0 | 1 | 14 | 3  | 11  | 3   |
| brąz    | Ukraina       | 2 | 1 | 0 | 1 | 3  | 6  | -3  | 3   |
| 4.      | Węgry         | 2 | 0 | 0 | 2 | 1  | 14 | -13 | 0   |